# 강창배
강창배(姜昌培, 1986년 7월 21일 ~ )는 대한민국의 바둑 기사이다.

## 약력
2007년 제9회 이창호배와 제12회 삼성화재배 아마바둑대회에서 우승을 했으며, 2007 남방장성배 한중슈퍼대항전 한국대표로 출전했고 제2회 국무총리배 세계바둑선수권대회 우승을 차지했다. 2008년 2007바둑대상 아마기사상을 수상했으며, CMC배 아시아바둑선수권대회 3위를 차지했고, 덕영배 전국아마대왕전에서 우승했다. 2008년 제117회 입단대회를 통해 프로에 입단했다. 2009년 제28기 KBS바둑왕전 본선에 진출했으며, 2009KB국민은행 한국바둑리그에 출전했다. 2010년 2단을 거쳐 2012년 4월에 3단으로 승단했다. 2016년 제35회 KBS바둑왕전 본선에 진출했으며 2019년 3월에 4단으로 승단했다. 2021년 5단으로 승단했다.